# 桑田立斎

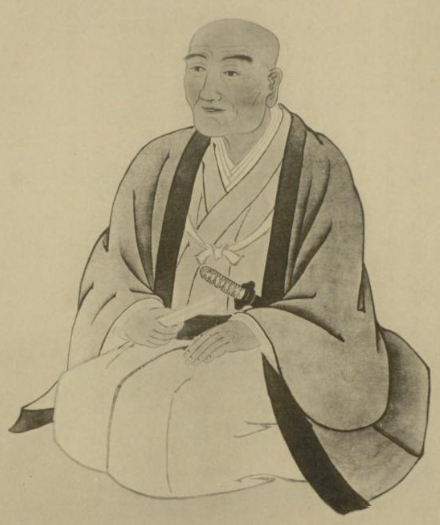
桑田立斎（医家）

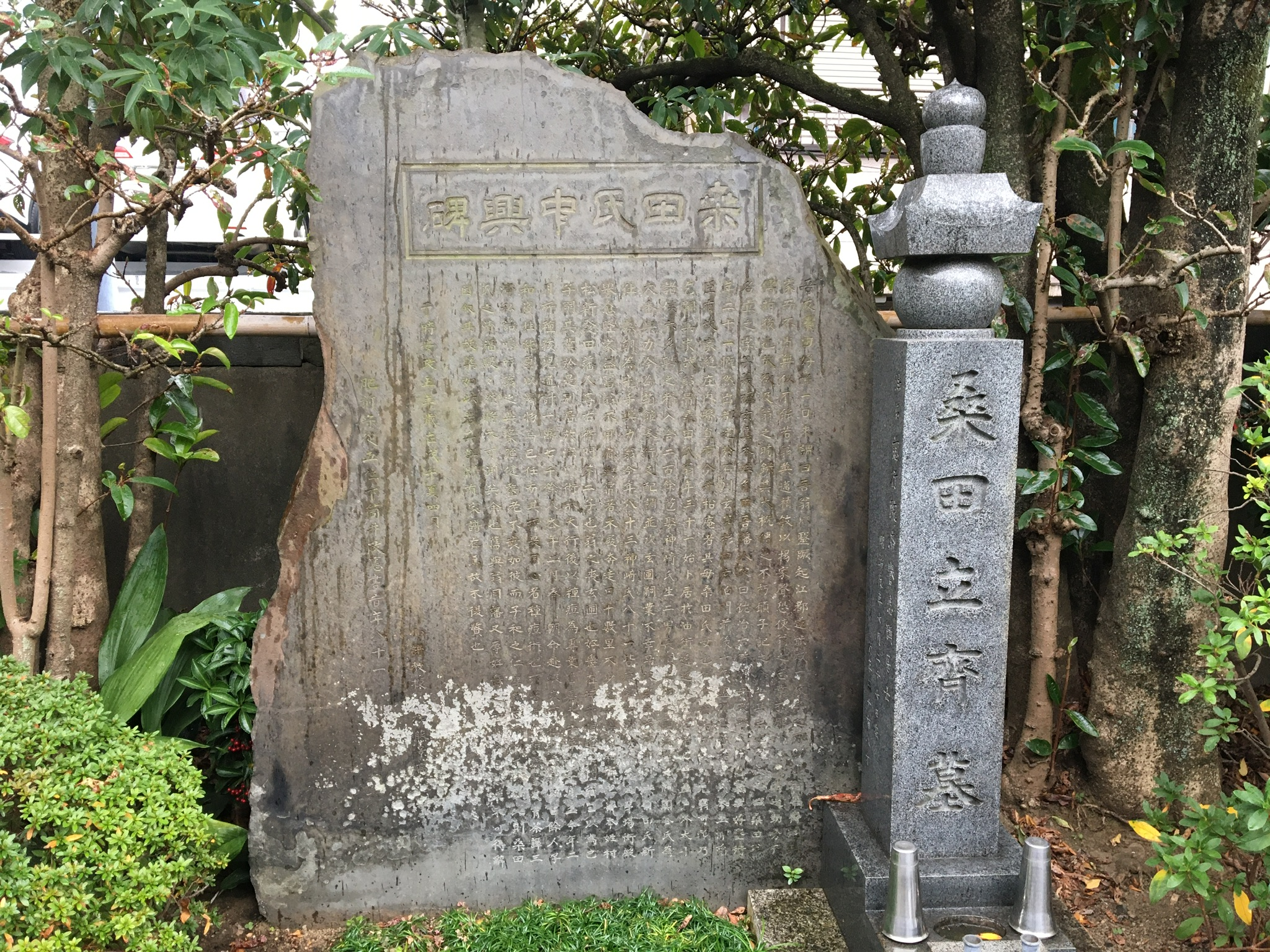

桑田 立斎（くわた/くわだ りゅうさい、1811年8月28日（文化8年7月10日） - 1868年9月7日（明治元年7月21日））は、江戸時代末期（幕末）の蘭学者、医師である。名は和。字は好爵。

## 経歴・人物
越後国新発田藩公厩支配役・村松喜右衛門正親の三男に生まれる。少年時より蘭方医を志し、蘭方医学を学ぶために、1827年（文政10年）と1829年（文政12年）に上京するが叶わなかった。この時期、深川冬木町の鴨池という医師に内科を、蒲生という医師に外科を学んでいたようである。
1837年（天保8年）再び江戸に入り坪井信道の門人となり、日習堂にて蘭学や医学を学んだ。
1841年（天保12年）1月に、坪井信道の媒酌で蘭方医・桑田玄真の養嗣子となり、桑田の下で痘瘡の予防接種の手法を学ぶ。翌1842年（天保13年）4月に同地の深川の萬年橋付近で小児科を開院し、診察にあたった。
1849年（嘉永2年）伊東玄朴から牛痘の痘種を分けてもらい、牛痘種痘を始める。当時、長崎の出島に滞日していたオットー・ゴットリープ・モーニッケの牛痘の予防接種の手法を承認して、約6万人に接種する。
1856年（安政３年）に蝦夷地で天然痘が流行した状況を目の当たりにした箱館奉行の村垣範正は、幕吏・岡田錠次郎に救助方法の調査を指示し、種痘医師の人選について江戸町奉行へ上申した。1857年（安政4年）5月、老中・阿部正弘は桑田立斎と、箱館の町医師・深瀬洋春に開発計画の1つとして蝦夷地の探査とアイヌへ種痘のための派遣を命じられ、桑田は弟子の西村文石、井上元長、秋山玄鐸を連れて江戸を出立して箱館に赴いた。江戸から白河まで種痘を実施した子どもを連れていき、活漿を使って白河で別の子どもへ植え継ぎ、善感した子どもと母親等を桑田が手当を出して次の種痘予定地へ連れていき、この種痘を盛岡、田名部で繰り返して箱館まで活漿を持って行った。
桑田は6400人ものアイヌに接種を実行し、幕末の蝦夷地における医療の発達に貢献した。
また医学以外にも、幼児の栄養学や育児に関する著書を多く出版した。没後、東京都台東区にある保元寺（法源寺）に葬られた。
江東区清澄の居宅・種痘所跡、蝦夷地種痘最後の地である標津に顕彰碑が建立されている 　　　。

## 著作物
- 『牛痘發蒙』、嘉永2年(1849年)、 国立国会図書館デジタルコレクション
- 『引痘要略觧』、嘉永2年 (1849年)、 国立国会図書館デジタルコレクション
- 『愛育茶譚』、安政元年（1853年）、(三宅秀, 大沢謙二 編『日本衛生文庫』第2輯,教育新潮研究会,大正6-7）.国立国会図書館デジタルコレクション

## 家族
- 長女・桑田貞（医師・桑田衡平（旧姓名・小久保、高林謙三の実弟）の妻）

　　婿養子の衡平は精力的な医学書翻訳を行い、癌、狭心症、糖尿病、胃潰瘍、痛風の病名は衡平が翻訳した。　
- - 孫：桑田量平（ミュンヘン大学で醸造技術を学び、日本にビールの醸造技術を伝える）
    - 曽孫：桑田忠太
      - 玄孫：桑田忠純（山陽株式会社社長）
      - 玄孫：桑田忠孝（協伸商会株式会社社長）

  - 孫：桑田権平（叔父桑田知明の渡米に同行して太平洋を渡り、帰国後に国産紡績用スピンドル・リング製造に着手）
    - 曽孫：桑田光雄

  - 孫：大島ノブ（北海道炭礦汽船取締役技師長・大島六郎の妻）
    - 曽孫：雪（東京帝国大学工学部教授・大島義清の妻）
    - 曽孫：光（早稲田大学工学部教授・沖巌の妻）

  - 孫：和田安（陸軍歩兵将校・和田音五郎の妻）
  - 孫：渡辺菊（鉄道技術者・渡辺季四郎の妻）
- 二女：多以（女医）
- 二女：千代（黒田照信の妻）
- 長男：桑田知明（ベンジャミン・スミス・ライマンから地質、測量学を授けられ三年に及ぶ北海道全島調査に参加）[10][9]。
  - 孫：桑田知一
  - 孫：桑田知次
  - 孫：まつ（鉄道技術者・古川豊雄の妻）
  - 孫：たけ（造船技術者・中根径三の妻）
  - 孫：きた（陸軍中将・内務大臣　安藤紀三郎の妻）
- 二男：桑田親五（裁判官）
  - 孫：桑田五八郎（陸軍）
    - 曽孫：桑田忠親（歴史学者）[11]

  - 孫：桑田小四郎（陸軍少将）
- 三男：桑田立三